# 그리마 (작센주)

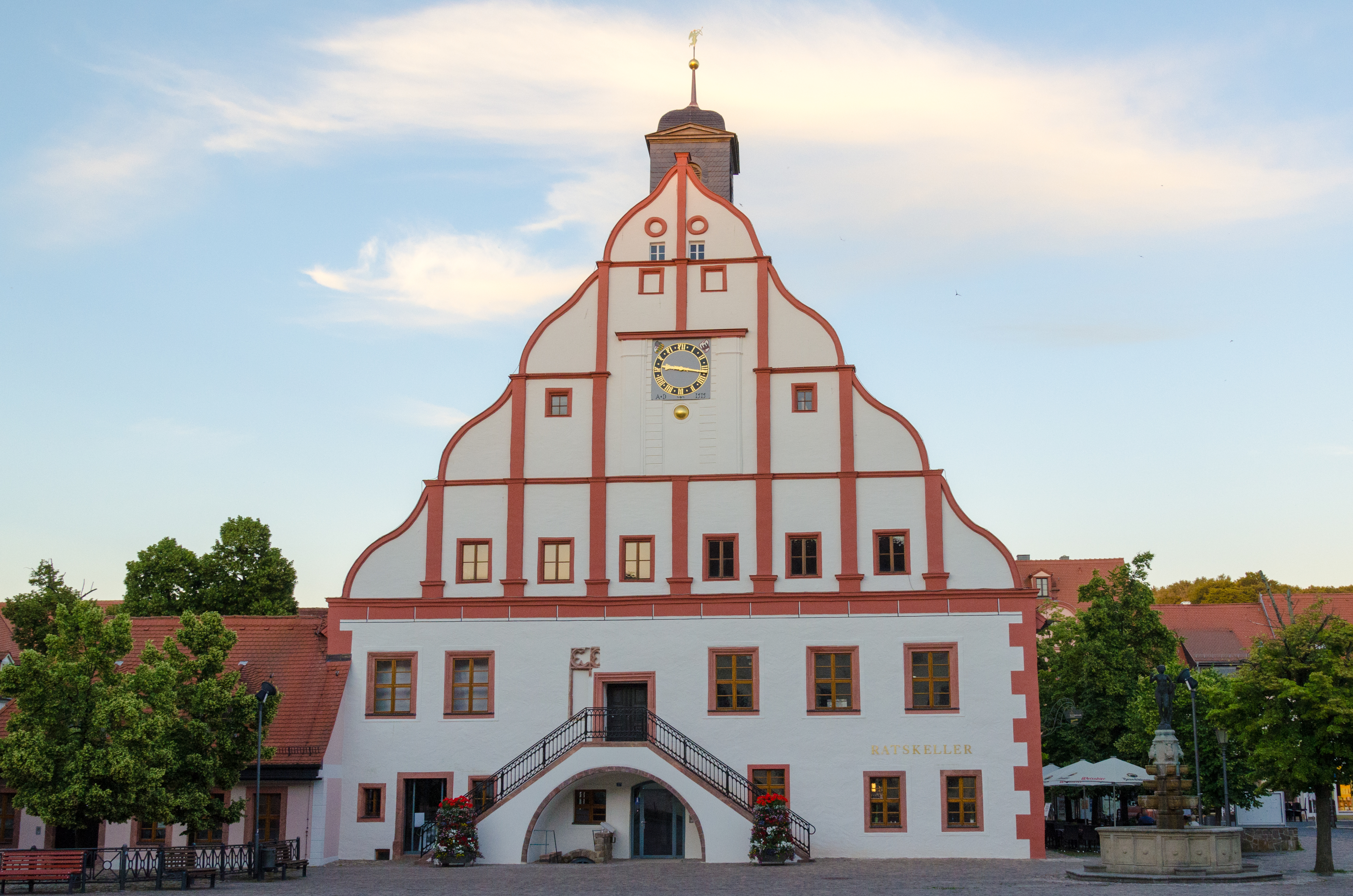

그리마(Grimma)는 독일의 작은 도시이다. 인구는 19,000명(2000년)이다. 작센주의 도시이며, 물데 강(Mulde 江) 근처에 있다.
파울 게르하르트(Paul Gerhardt), 자무엘 푸펜도르프(Samuel Pufendorf), 게오르크 뮐러(Georg E. Müller)와 알브레히트 4세(Albrecht IV:1443∼1500)가 이 도시에서 태어났다.